# Méligny-le-Petit
Méligny-le-Petit település Franciaországban, Meuse megyében. Lakosainak száma 74 fő (2022. január 1.). Méligny-le-Petit Bovée-sur-Barboure, Boviolles, Marson-sur-Barboure, Méligny-le-Grand, Reffroy és Saulvaux községekkel határos.

## Népesség
A település népességének változása:
| Lakosok száma | 73   | 73   | 75   | 63   | 88   | 83   | 80   | 78   | 77   | 74   |
|               | 1968 | 1982 | 1990 | 2006 | 2013 | 2015 | 2017 | 2019 | 2020 | 2022 |